# Duratón
Le Duratón est un cours d’eau espagnol dans la communauté autonome de Castille-et-León et un affluent gauche du fleuve le Douro.

## Géographie
Sa longueur est de 106 km[réf. nécessaire].

### Bassin versant
Son bassin versant est de 1 487 km2[réf. nécessaire].

## Hydrologie
Son module est de 4,55 m3/s[réf. nécessaire].

## Source de la traduction
- (es) Cet article est partiellement ou en totalité issu de l’article de Wikipédia en espagnol intitulé « Río Duratón » (voir la liste des auteurs).